# Zom 100: Bucket List of the Dead
Zom 100: Bucket List of the Dead (яп. ゾン100 ～ゾンビになるまでにしたい100のこと～ Дзом хяку ~ Дзомби ни нару мадэ ни ситаи хяку но кото ~, букв. «Зом 100: 100 дел, которые я хочу выполнить до того, как стану зомби») — манга, написанная Харо Асо и проиллюстрированная Котаро Такатой. Публикуется в журнале сэйнэн-манги Sunday GX издательства Shogakukan с октября 2018 года и по состоянию на июль 2025 года издана в двадцати томах-танкобонах. Студией BUG FILMS манга адаптирована в формат аниме-сериала, трансляция которого проходила с июля по декабрь 2023 года. Также сюжет манги адаптирован в формат полнометражного игрового фильма, премьера которого состоялась в августе 2023 года в стриминговом сервисе Netflix.

## Сюжет
Акира Тэндо, 24-летний офисный служащий из компании ZLM, попал в ловушку рутинной и бессмысленной жизни. Ему не хватает ярких впечатлений и мотивации, поскольку он разочарован своим местом работы; но когда на Токио неожиданно обрушился зомби-апокалипсис, вызванный экспериментальным биооружием, абсолютно всё идёт кувырком. Вместо того, чтобы поддаться страху, Акира видит в этом возможность в полной мере испытать себя, а не довольствоваться однообразным существованием. Он составляет список желаний, которые он хочет выполнить перед смертью, чтобы не только испытать их на собственном опыте, но и доказать, что он ещё жив и полон сил. С принятием этого решения Акира обрёл цель в жизни.
Акира в компании со своим другом Кэнтё отправляется в ряд захватывающих и зачастую эксцентричных поездок по кишащему зомби городу. Диапазон их развлечений разнится от простых радостей, таких как бесплатная еда в дорогих ресторанах, до более экстравагантных занятий, таких как катание на американских горках и посещение домов с привидениями. По пути они сталкиваются с другими выжившими, которые стараются уцелеть, пробираясь по опасным, заполненными плотоядными зомби улицам. В ходе путешествия Акира и Кэнтё заключают необычные союзы, сталкиваются со своими собственными тревогами и узнают о важности дружбы и способности человеческого духа выстоять перед лицом трудностей.

## Персонажи
Акира Тэндо (яп. 天道 輝 Тэндо: Акира)
Сэйю: Сюитиро Умэда; исполнение роли: Эйдзи Акасо
Сидзука Микадзуки (яп. 三日月 閑 Микадзуки Сидзука)
Сэйю: Томори Кусуноки; исполнение роли: Маи Сираиси
Кэнъитиро Рюдзаки (яп. 竜崎 憲一朗 Рю:дзаки Кэнъитиро:) / Кэнтё (яп. ケンチョ)
Сэйю: Макото Фурукава; исполнение роли: Сюнтаро Янаги
Беатрикс Амерхаузер (яп. ベアトリクス・アメルハウザー Бэаторикусу Амэрухаудза:) / Беа (яп. ベア Бэа)
Сэйю: Минами Такахаси
Гондзо Косуги (яп. 小杉 権蔵 Косуги Гондзо:)
Сэйю: Кэнта Миякэ; исполнение роли: Кадзуки Китамура

## История создания
Харо Асо отмечает, что к жанру зомби как к развлечению обращаются слишком часто в различных видах медиапродукции. Тем не менее он остался под впечатлением от просмотра японского фильма «Зомби одним планом!», премьера которого состоялась в ноябре 2017 года. Асо назвал фильм от режиссёра и сценариста Синъитиро Уэды «трогательной комедией о зомби» и «удивительным инди-фильмом, прокат которого прошёл по всему миру». Идея манги впервые появилась у Асо до премьеры «Зомби одним планом!»; автор также добавил, что он написал мангу, не задумываясь о её выходе на международный рынок. Асо изначально отдавал предпочтение западным фильмам, а не отечественным, что привело к тому, что на его мангу в большей степени повлияли западные фильмы. Стремясь выделиться как автор, он хотел оставить комментарий о японском обществе, заставить аудиторию смеяться и создать мангу, которая будет отличаться от ранее выпущенных работ о зомби. Стиль манги Асо описал как «немного нестандартный, немного дурашливый». Автор также отметил, что его не беспокоит взгляд на мангу как на нелепицу, и призывает читателей делать всё, что они пожелают, как делают его персонажи в манге.

## Медиа

### Манга
Zom 100: Bucket List of the Dead, написанная Харо Асо и проиллюстрированная Котаро Такатой, публикуется в ежемесячном журнале сэйнэн-манги Sunday GX издательства Shogakukan с 19 октября 2018 года. На июль 2025 года главы манги были скомпонованы в двадцать томов-танкобонов. Первый том поступил в продажу 19 марта 2019 года.
В июле 2020 года американское издательство Viz Media объявило о приобретении прав на публикацию манги на английском языке. На территории Франции права на публикацию манги приобрело издательство Kana.

#### Список томов
| №  | Дата публикации     | ISBN                   |
| -- | ------------------- | ---------------------- |
| 01 | 19 марта 2019 г.    | ISBN 978-4-0915-7561-6 |
| 02 | 19 июля 2019 г.     | ISBN 978-4-0915-7568-5 |
| 03 | 18 октября 2019 г.  | ISBN 978-4-0915-7575-3 |
| 04 | 19 февраля 2020 г.  | ISBN 978-4-0915-7587-6 |
| 05 | 19 июня 2020 г.     | ISBN 978-4-0915-7598-2 |
| 06 | 16 октября 2020 г.  | ISBN 978-4-0915-7609-5 |
| 07 | 19 января 2021 г.   | ISBN 978-4-0915-7621-7 |
| 08 | 19 мая 2021 г.      | ISBN 978-4-0915-7636-1 |
| 09 | 19 октября 2021 г.  | ISBN 978-4-0915-7653-8 |
| 10 | 18 февраля 2022 г.  | ISBN 978-4-0915-7669-9 |
| 11 | 17 июня 2022 г.     | ISBN 978-4-0915-7681-1 |
| 12 | 17 ноября 2022 г.   | ISBN 978-4-0915-7700-9 |
| 13 | 17 февраля 2023 г.  | ISBN 978-4-0915-7728-3 |
| 14 | 30 июня 2023 г.     | ISBN 978-4-0915-7756-6 |
| 15 | 19 сентября 2023 г. | ISBN 978-4-0915-7781-8 |
| 16 | 19 февраля 2024 г.  | ISBN 978-4-0915-7795-5 |
| 17 | 19 июня 2024 г.     | ISBN 978-4-0915-7826-6 |
| 18 | 19 ноября 2024 г.   | ISBN 978-4-0915-7845-7 |
| 19 | 18 марта 2025 г.    | ISBN 978-4-0915-7877-8 |
| 20 | 18 июля 2025 г.     | ISBN 978-4-0915-7886-0 |

### Аниме
Об адаптации манги в формат аниме-сериала было объявлено 6 января 2023 года после заключения сделки между компаниями Viz Media, Shogakukan и Shogakukan-Shueisha Productions. Его производством занялась студия BUG FILMS, на должность режиссёра был назначен Кадзуки Кавагоэ, помощником режиссёра стал Ханако Уэда, сценаристом — Хироси Сэко, дизайнером персонажей — Ки Танака, дизайнером зомби — Дзюмпэй Фукути, а композитором  — Макото Миядзаки. Аниме-сериал транслировался с 9 июля по 26 декабря 2023 года в программном блоке Nichigo телесети Japan News Network (JNN), в состав которой входят телеканалы MBS и TBS. Открывающая музыкальная тема аниме-сериала — «Song of the Dead» (яп. ソングオブザデッド Сонгу обу дза дэддо, «Песня мёртвых»), исполненная группой Kana-Boon; закрывающая — «Happiness of the Dead» (яп. ハピネス オブ ザ デッド Хапинэсу обу дза дэддо, «Счастье мёртвых»), исполненная певицей Сиюи.
В Индии и за пределами Азии аниме-сериал лицензирован стриминговым сервисом Crunchyroll, а на территории Южной и Юго-Восточной Азии — компанией Muse Communication. На территории США трансляцию аниме-сериала осуществляли сервисы Crunchyroll, Hulu и Netflix. На русском языке он лицензирован Crunchyroll под названием «Зомби-апокалипсис и 100 предсмертных дел».

#### Список серий
| №  | Название | Режиссёр         | Премьера в Японии   |
| -- | --- | ---------------- | ------------------- |
| 01 | Акира оживших мертвецов «Акира обу дза дэддо» (アキラ オブ ザ デッド)                                                                                   | Кадзуки Кавагоэ  | 9 июля 2023 г.      |
| 02 | Список хотелок оживших мертвецов «Бакэтто рисуто обу дза дэддо» (バケットリスト オブ ザ デッド)                                                         | Тосихиро Маэя    | 16 июля 2023 г.     |
| 03 | Лучший друг живых мертвецов «Бэсуто фурэндо обу дза дэддо» (ベストフレンド オブ ザ デッド)                                                              | Дзюн Синохара    | 23 июля 2023 г.     |
| 04 | Бортпроводница мертвецов «Си: э: обу дза дэддо» (CA オブ ザ デッド)                                                                                     | Кацуя Осима      | 30 июля 2023 г.     |
| SP | Спецвыпуск «Дзом хяку токубан ~ Дзомби кара нигэкиру тамэ ни дзюмби ситаи хяку но кото ~» (ゾン100 特番～ゾンビから逃げ切るために準備したい100のこと～) | —                | 6 августа 2023 г.   |
| 05 | Герой живых мертвецов «Хи:ро: обу дза дэддо» (ヒーロー オブ ザ デッド)                                                                                  | Сётаро Тамэмидзу | 13 августа 2023 г.  |
| 06 | Дом мертвецов на колёсах «Кямпингу ка: обу дза дэддо» (キャンピングカー オブ ザ デッド)                                                                 | Тосихиро Маэя    | 27 августа 2023 г.  |
| 07 | Придорожное кафе мертвецов «Са:бису эриа обу дза дэддо» (SA オブ ザ デッド)                                                                             | Кадзуя Монма     | 3 сентября 2023 г.  |
| —  | Серия-рекап | —                | 10 сентября 2023 г. |
| 08 | Суши и горячие источники мертвецов «Суси андо хотто супурингу обу дза дэддо» (スシ&ホットスプリング オブ ザ デッド)                                     | Горо Кудзи       | 17 сентября 2023 г. |
| 09 | Домик на дереве мертвецов «Цури:хаусу обу дза дэддо» (ツリーハウス オブ ザ デッド)                                                                      | Ю Харима         | 24 сентября 2023 г. |
| 10 | Родина живых мертвецов I «Хо:мутаун обу дза дэддо ван» (ホームタウン オブ ザ デッド I)                                                                  | Сатико Канно     | 25 декабря 2023 г.  |
| 11 | Родина живых мертвецов II «Хо:мутаун обу дза дэддо цу:» (ホームタウン オブ ザ デッド II)                                                                | Хироаки Такаги   | 26 декабря 2023 г.  |
| 12 | Родина живых мертвецов III «Хо:мутаун обу дза дэддо сури:» (ホームタウン オブ ザ デッド III)                                                            | Дзюн Синохара    | 26 декабря 2023 г.  |

### Фильм
Об адаптации сюжета манги в формат полнометражного игрового фильма было объявлено 7 июня 2022 года во время прямой трансляции мероприятия Geeked Week от Netflix. Его производством занялись компании Robot и Plus One Entertainment, на должность режиссёра был назначен Юсукэ Исида, сценаристом стал Тацуро Мисима, а продюсером картины выступил Акира Мори. Премьера фильма состоялась 3 августа 2023 года на Netflix. Основная музыкальная тема — «HoriZOM», исполненная певцом Рэном.

## Приём

### Манга
В мае 2022 года манга была номинирована на премию Айснера в двух категориях: «Лучшее американское издание иностранного материала — Азия» и «Лучшее юмористическое издание». В начале декабря 2023 года Zom 100: Bucket List of the Dead вошла в число номинантов на премию манги Shogakukan.
Джон Смит с сайта Comic Book Resources в рецензии на первый том положительно высказался о развитии персонажей в интеллектуальном плане, «весёлом чувстве юмора», «тонком и ярком» дизайне персонажей и фонах, многие из которых «выглядят впечатляюще насыщенными». Смит посчитал, что манга «предлагает свежий взгляд на жанр зомби-апокалипсиса» и что она может понравиться поклонникам таких кинокомедий о зомби, как «Зомби по имени Шон» и «Добро пожаловать в Zомбилэнд». Брайана Лоуренс с сайта The Mary Sue похвалила идею манги, заставляющей читателя внимательно следить не за устремлениями главного героя, а за тем фактом, что Акире наплевать на появление в Японии толп зомби, а также за тем, как он проводит свой досуг. Точку зрения Акиры на постапокалиптический мир Лоуренс сравнила с оптимистичным взглядом на ситуацию в мире во время пандемии COVID-19.

### Награды и номинации аниме
| Год  | Награда                  | Результат  | Категория                                 | Номинант                                                                                          | Прим.  |
| ---- | ------------------------ | ---------- | ----------------------------------------- | ------------------------------------------------------------------------------------------------- | ------ |
| 2024 | Anime Trending Awards    | 15-е место | Аниме года                                | Zom 100: Bucket List of the Dead                                                                  | [ 53 ] |
| 2024 | Anime Trending Awards    | 7-е место  | Аниме года в жанре боевик или приключения | Zom 100: Bucket List of the Dead                                                                  | [ 53 ] |
| 2024 | Anime Trending Awards    | 9-е место  | Девушка года                              | Сидзука Микадзуки                                                                                 | [ 53 ] |
| 2024 | Anime Trending Awards    | 8-е место  | Девушка года — второй план                | Беатрикс Амерхаузер                                                                               | [ 53 ] |
| 2024 | Anime Trending Awards    | 8-е место  | Комедийное аниме года                     | Zom 100: Bucket List of the Dead                                                                  | [ 53 ] |
| 2024 | Anime Trending Awards    | 9-е место  | Лучшая актриса озвучивания                | Томори Кусуноки в роли Сидзуки Микадзуки                                                          | [ 53 ] |
| 2024 | Anime Trending Awards    | 5-е место  | Лучшая анимация                           | Ацуко Накадзима, Кии Танака, Ханако Уэда, Харухито Такада, Хироаки Карасу и Хироки Ямамура        | [ 53 ] |
| 2024 | Anime Trending Awards    | 5-е место  | Лучшая режиссура и раскадровка            | Кадзуки Кавагоэ за первую серию «Акира оживших мертвецов»                                         | [ 53 ] |
| 2024 | Anime Trending Awards    | 3-е место  | Лучшие пейзажи и визуальные эффекты       | Ая Оти (цветовое оформление), Нахо Хасэгава (оператор-постановщик) и Такэто Гомпэй (арт-директор) | [ 53 ] |
| 2024 | Anime Trending Awards    | 7-е место  | Лучший актёр озвучивания                  | Сюитиро Умэда в роли Акиры Тэндо                                                                  | [ 53 ] |
| 2024 | Anime Trending Awards    | 6-е место  | Парень года — второй план                 | Кэнъитиро Рюдзаки                                                                                 | [ 53 ] |
| 2024 | Anime Trending Awards    | 3-е место  | Сверхъестественное аниме года             | Zom 100: Bucket List of the Dead                                                                  | [ 53 ] |
| 2024 | Anime Trending Awards    | 2-е место  | Эндинг года                               | «Happiness of the Dead» от Сиюи                                                                   | [ 53 ] |
| 2024 | Crunchyroll Anime Awards | Номинация  | Лучшая комедия                            | Zom 100: Bucket List of the Dead                                                                  | [ 54 ] |
| 2024 | Crunchyroll Anime Awards | Номинация  | Лучшая работа художника-постановщика      | Zom 100: Bucket List of the Dead                                                                  | [ 54 ] |
| 2024 | Crunchyroll Anime Awards | Номинация  | Лучший актёр дубляжа (немецкий)           | Патрик Келлер в роли Акиры Тэндо                                                                  | [ 54 ] |
| 2024 | Crunchyroll Anime Awards | Номинация  | Лучший новый сериал                       | Zom 100: Bucket List of the Dead                                                                  | [ 54 ] |
| 2024 | Crunchyroll Anime Awards | Номинация  | Лучший опенинг                            | «Song of the Dead» от Kana-Boon                                                                   | [ 54 ] |
| 2024 | Crunchyroll Anime Awards | Номинация  | Лучший эндинг                             | «Happiness of the Dead» от Сиюи                                                                   | [ 54 ] |